# Резистограф
Резистограф је електронски уређај високе резолуције за мерење отпора помоћу сврдла и служи за испитивање живих стабала дрвећа и дрвета (грађе). Уређај је осмислио Франк Рин (Frank Rinn) из Хајделберга, 1986. године. Име уређаја је под нацоналним и међународним заштитним знаком од 1993. године.

## Принцип рада
Танко и дугачко сврдло продире у дрво, а при том се мери, бележи и штампа потрошња електричне енергије уређаја за бушење. Резистограф се разликују од других уређаја за мерење отпора јер обезбеђује високу линеарну корелацију између измерених вредности и густине дрвета кроз које продире.

## Примена
Резистограф уређаји се користе за проверу дрвећа и дрвене грађе и откривање унутрашњих недостатака, одређивање густине дрвета и прираста. Примену налази у арборикултури и дрвној индустрији.